# I. e. 170
Évszázadok: i. e. 3. század – i. e. 2. század – i. e. 1. század
Évtizedek: i. e. 220-as évek – i. e. 210-es évek – i. e. 200-as évek – i. e. 190-es évek – i. e. 180-as évek – i. e. 170-es évek – i. e. 160-as évek – i. e. 150-es évek – i. e. 140-es évek – i. e. 130-as évek – i. e. 120-as évek
Évek: i. e. 175 – i. e. 174 – i. e. 173 – i. e. 172 –  i. e. 171 – i. e. 170 – i. e. 169 – i. e. 168 – i. e. 167 – i. e. 166 – i. e. 165

## Események

### Róma és Görögország
- Aulus Hostilius Mancinust és Aulus Atilius Serranust választják consulnak. A sorsoláson Au. Hostilius kapta Makedóniát, vagyis a harmadik makedón háború folytatását.
- Au. Hostilius átkel a Balkánra, de a korábbi bizonytalan római szövetséges Épeirosz Perszeusz makedón király pártjára áll és tájékoztatja őt a római hadmozdulatokról. A consul ezért dél felé kerülve benyomul Thesszáliába, de a makedónok visszaverik. Perszeusz ezután az illír dardánok ellen indít sikeres hadjáratot, hogy biztosítsa északi határait.
- A rómaiak és pergamoni szövetségeseik hadisarcot követelnek a trákiai Abdéra városától és amikor az haladékot kér, elfoglalják, vezetőit kivégzik, a lakosokat pedig eladják rabszolgának.

### Hellenisztikus birodalmak
- IV. Antiokhosz szeleukida király meggyilkoltatja kiskorú társuralkodó unokaöccsét (akit szintén Antiokhosznak hívnak).
- Az egyiptomi VI. Ptolemaiosz tizenhat évesen nagykorúvá válik. Azt remélve, hogy a társuralkodó megölése politikai felfordulást keltett a Szeleukida Birodalomban, Egyiptom visszaköveteli Dél-Szíriát és hadat üzem.
- IV. Antiokhosz gyorsan cselekedve megveri az egyiptomiakat a határnál, elfoglalja Pelusziont, majd bevonul a Nílus-deltába. Az egyiptomi kormányzat összeomlik, két főtiszt, Komanosz és Kineasz puccsot hajtanak végre. VI. Ptolemaiosz találkozik IV. Antiokhosszal és elfogadja hogy a trónon maradásért cserébe Egyiptom gyakorlatilag a Szeleukidák kliensállama legyen. Ennek hírére Alexandria fellázad, Komanosz és Kineasz pedig a király öccsét, VIII. Ptolemaioszt nevezi ki uralkodónak.
- IV. Antiokhosz ostrom alá veszi Alexandriát, de nem boldogul vele, ezért Memphiszben hagyja VI. Ptolemaioszt, ő pedig hazavonul.
- Antiokhosz egyiptomi hadjáratát kihasználva Iaszón volt jeruzsálemi főpap ezer zsoldossal uralmába keríti Jeruzsálemet. Menelaosz főpap (aki korábban több pénzt ígérve a királynak kitúrta Iaszónt) a citadellában keres menedéket.

## Születések
- Dionüsziosz Thrax, görög grammatikus
- Lucius Accius, római költő

## Halálozások
- Antiokhosz, szeleukida társuralkodó

## Fordítás
Ez a szócikk részben vagy egészben  a(z)   170 BC című angol Wikipédia-szócikk ezen változatának fordításán alapul.  Az eredeti cikk szerkesztőit annak laptörténete sorolja fel. Ez a jelzés csupán a megfogalmazás eredetét és a szerzői jogokat jelzi, nem szolgál a cikkben szereplő információk forrásmegjelöléseként.